# Calcante
(Commento di Achille a Clitemnestra. Euripide, Ifigenia in Aulide, 956-958.)

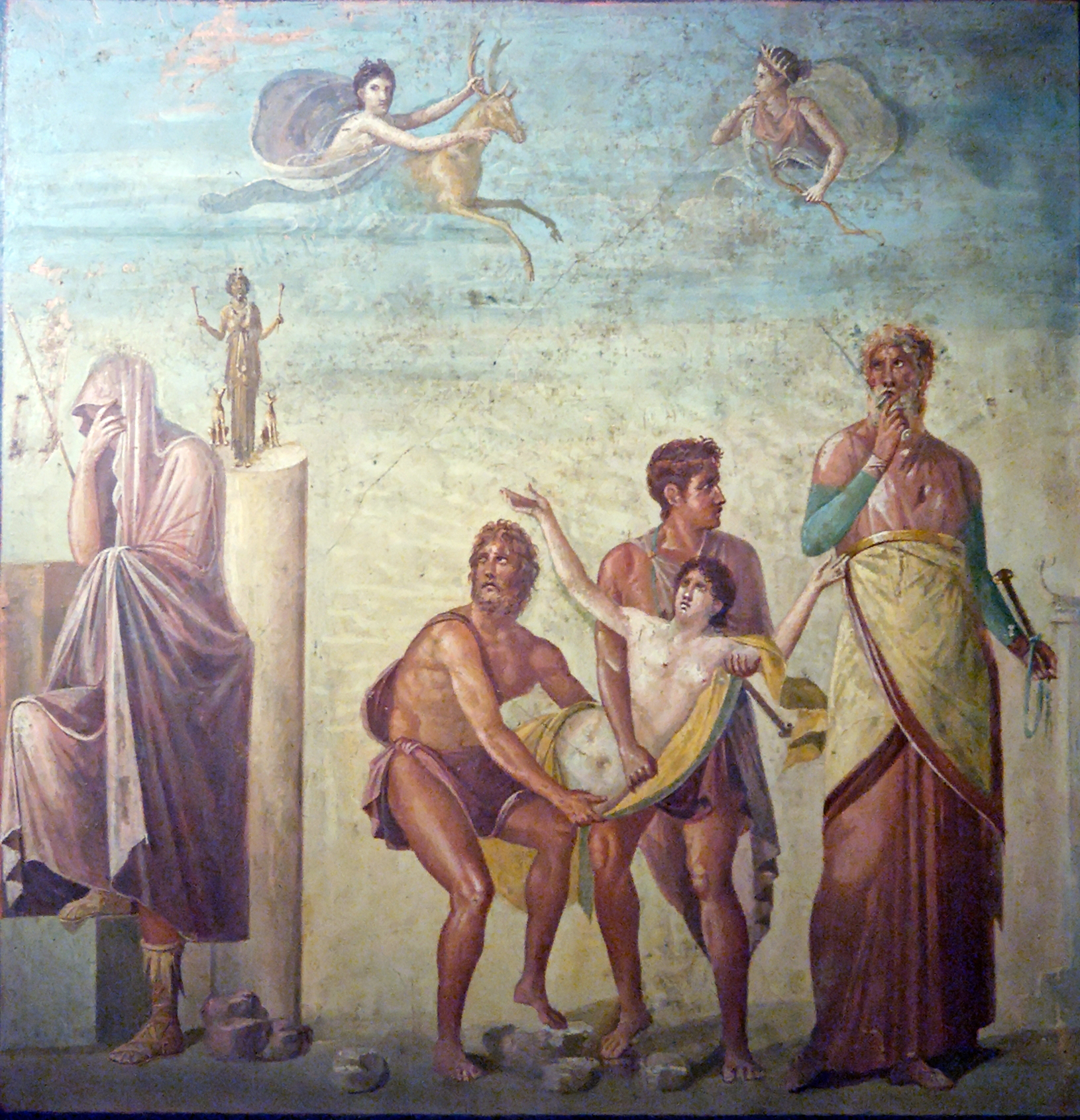
Il Sacrificio di Ifigenia, Calcante (sulla destra) conferma il sacrificio della giovane

Calcante (in greco antico: Κάλχας?, Kálchas), figlio di Testore, e per ciò detto Testoride, e fratello di Leucippe, nella mitologia greca era un grande veggente originario di Argo. Aveva ricevuto da Apollo il dono della profezia: "Come augure Calcante non teme alcun rivale". Fu nominato gran sacerdote e indovino dell'esercito greco da Agamennone.

## Mito
Calcante aveva rinunciato ad appoggiare il rapimento di Elena in quanto Priamo, dopo aver rifiutato la proposta di Agamennone di restituire la donna, lo aveva incaricato per la sua posizione di sacerdote di Apollo di andare a Delfi perché consultasse la Pizia. Dopo aver annunciato la disfatta di Troia e la totale devastazione del casato di Priamo, la Pizia consigliò a Calcante di stringere amicizia con i Greci per impedire loro di rinunciare all'assedio prima di procurarsi la vittoria.
Calcante predisse che, per avere venti favorevoli e adatti a spingere verso Troia la flotta greca che si era radunata in Aulide, Agamennone avrebbe dovuto sacrificare sua figlia Ifigenia in modo da placare l'ira di Artemide che da Agamennone stesso era stata offesa.
Nell'Iliade, Calcante annunciò agli Achei che Criseide, schiava e concubina di Agamennone doveva essere restituita a suo padre Crise per spingere Apollo a fermare la pestilenza che aveva mandato loro come punizione: questa profezia fu la causa scatenante della lite tra Achille ed Agamennone che è l'argomento principale del poema omerico.
Calcante morì di vergogna a Colofone in Asia Minore, poco dopo la fine della guerra di Troia (evento narrato nei cicli dei Nostoi e nella Melampodia), per essere stato sconfitto dal profeta Mopso in una gara di divinazione e compiendo così la profezia che voleva che non sarebbe morto fintanto non avesse incontrato qualcuno superiore a lui nell’arte d’indovinare. Strabone e lo Pseudo-Apollodoro narrano la sfida nei dettagli e rivelano appunto che Calcante morì di crepacuore, venendo sepolto a Nozio. Una seconda versione dice che Calcante sia invece morto per il troppo ridere quando, una volta giunto il giorno per il quale aveva previsto la propria morte, la sua profezia non sembrava realizzarsi. Una terza versione narra che Calcante fu ucciso, con un colpo alla testa, nei pressi di Leutarnia (città magno-greca sita, probabilmente, nei pressi dell'attuale Albidona), perché non riuscì ad indovinare, su richiesta di Sisifo, il numero di fichi che si trovavano su un albero.